# Cylindropuntia ramosissima
Classification phylogénétique
Espèce
Statut de conservation UICN

 LC  : Préoccupation mineure
Cylindropuntia ramosissima  est une espèce de cactus de la famille des Cactaceae, originaire du sud de l'Amérique du Nord.